# Narford
Narford is een civil parish in het bestuurlijke gebied Breckland, in het Engelse graafschap Norfolk met 41 inwoners.

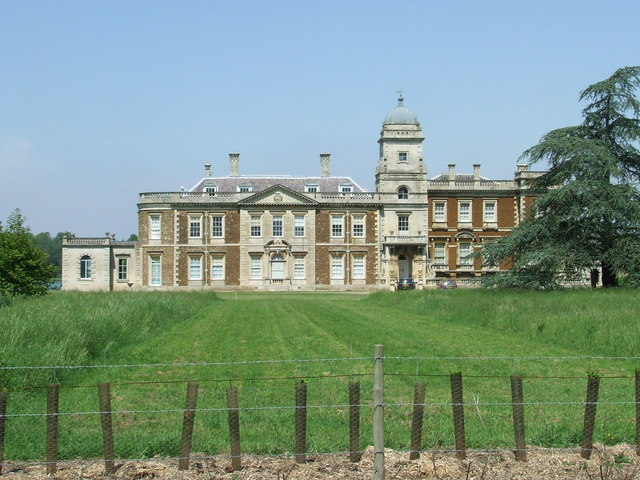
Narford Hall